# Tichý Potok
Tichý Potok es un municipio del distrito de Sabinov en la región de Prešov, Eslovaquia, con una población estimada a final del año 2024 de 331 habitantes.
Se encuentra ubicado en el centro-oeste de la región, en el valle del río Torysa (cuenca hidrográfica del río Tisza).

## Demografía
| Año        | 1994 | 2004    | 2014     | 2024    |
| ---------- | ---- | ------- | -------- | ------- |
| Población  | 419  | 397     | 339      | 331     |
| Diferencia |      | −5,25 % | −14,60 % | −2,35 % |

| Año        | 2023 | 2024    |
| ---------- | ---- | ------- |
| Población  | 327  | 331     |
| Diferencia |      | +1,22 % |